# 今宿 (横浜市)
今宿（いまじゅく）は神奈川県横浜市旭区の町名。現行行政地名は今宿一丁目及び今宿二丁目。住居表示実施済み区域。

## 地理
旭区の西部に位置し、東に中沢、西に今宿町、南に中尾、北に今宿南町と接している。
町域の北端を保土ヶ谷バイパスが通っており、今宿南町との境界線にあたる。
二俣川駅、希望ヶ丘駅、三ツ境駅が最寄駅となり、相鉄バスが二俣川駅、三ツ境駅行きのバス路線を運行している。
また、保土ヶ谷バイパスを超えた町外に所在する筑池バス停・農協前バス停・都岡町バス停からは、神奈川中央交通が鶴ヶ峰駅、鶴間駅、中山駅、十日市場駅、横浜駅行きのバス路線を運行している。なお横浜駅までの所要時間は通常で60分以上、混雑時は3時間近くかかる場合もあるため、実用的ではない。
近隣に保土ヶ谷バイパスの下川井インターチェンジや東名高速道路の横浜町田インターチェンジがあるなど自動車による移動は便利である。

### 地価
住宅地の地価は、2025年（令和7年）1月1日の公示地価によれば、今宿1-43-10の地点で17万5000円/m²、今宿2-57-2の地点で16万8000円/m²となっている。

## 歴史
今宿村が1889年（明治22年）に都岡村に編入され、都岡村大字今宿となり、1939年（昭和14年）に横浜市に編入され、今宿町となった。1997年（平成9年）に住居表示が実施され、今宿町の一部を今宿一丁目・二丁目としてできた。町名の由来は、本宿より後にできた「集落」の意であって、宿場という意味ではない。

### 沿革
- 1997年（平成9年）10月27日 - 旭区二俣川ニュータウン第二次地区の住居表示の実施に伴い、今宿町の一部から今宿一丁目、今宿二丁目を新設する[7]。

### 町名の変遷
| 実施後     | 実施年月日                | 実施前（各町名ともその一部） |
| ---------- | ------------------------- | ---------------------------- |
| 今宿一丁目 | 1997年（平成9年）10月27日 | 今宿町の一部                 |
| 今宿二丁目 | 1997年（平成9年）10月27日 | 今宿町の一部                 |

## 世帯数と人口
2025年（令和7年）6月30日現在（横浜市発表）の世帯数と人口は以下の通りである。
| 丁目       | 世帯数    | 人口    |
| ---------- | --------- | ------- |
| 今宿一丁目 | 1,082世帯 | 2,295人 |
| 今宿二丁目 | 1,069世帯 | 2,401人 |
| 計         | 2,151世帯 | 4,696人 |

### 人口の変遷
国勢調査による人口の推移。
| 年                 | 人口  |
| ------------------ | ----- |
| 2000年（平成12年） | 5,174 |
| 2005年（平成17年） | 5,253 |
| 2010年（平成22年） | 5,117 |
| 2015年（平成27年） | 5,088 |
| 2020年（令和2年）  | 4,887 |

### 世帯数の変遷
国勢調査による世帯数の推移。
| 年                 | 世帯数 |
| ------------------ | ------ |
| 2000年（平成12年） | 1,751  |
| 2005年（平成17年） | 1,821  |
| 2010年（平成22年） | 1,861  |
| 2015年（平成27年） | 1,897  |
| 2020年（令和2年）  | 1,898  |

## 学区
市立小・中学校に通う場合、学区は以下の通りとなる（2024年11月時点）。
| 丁目       | 番地                       | 小学校                   | 中学校                 |
| ---------- | -------------------------- | ------------------------ | ---------------------- |
| 今宿一丁目 | 1〜67番                    | 横浜市立中沢小学校       | 横浜市立旭中学校       |
| 今宿二丁目 | 1〜50番 60番 71〜72番      | 横浜市立中沢小学校       | 横浜市立旭中学校       |
| 今宿二丁目 | 51〜59番 61〜70番 73〜74番 | 横浜市立東希望が丘小学校 | 横浜市立希望が丘中学校 |

## 事業所
2021年（令和3年）現在の経済センサス調査による事業所数と従業員数は以下の通りである。
| 丁目       | 事業所数 | 従業員数 |
| ---------- | -------- | -------- |
| 今宿一丁目 | 28事業所 | 308人    |
| 今宿二丁目 | 24事業所 | 139人    |
| 計         | 52事業所 | 447人    |

### 事業者数の変遷
経済センサスによる事業所数の推移。
| 年                 | 事業者数 |
| ------------------ | -------- |
| 2016年（平成28年） | 55       |
| 2021年（令和3年）  | 52       |

### 従業員数の変遷
経済センサスによる従業員数の推移。
| 年                 | 従業員数 |
| ------------------ | -------- |
| 2016年（平成28年） | 459      |
| 2021年（令和3年）  | 447      |

## 施設
- 横浜市立旭中学校
- 横浜旭消防署　今宿消防出張所
- 横浜今宿南郵便局
- 二俣川ニュータウン

## その他

### 日本郵便
- 郵便番号 : 241-0817[3]（集配局：横浜旭郵便局[16]）

### 警察
町内の警察の管轄区域は以下の通りである。。
| 丁目       | 番・番地等 | 警察署   | 交番・駐在所             |
| ---------- | ---------- | -------- | ------------------------ |
| 今宿一丁目 | 全域       | 旭警察署 | 二俣川ニュータウン駐在所 |
| 今宿二丁目 | 1〜40番    | 旭警察署 | 二俣川ニュータウン駐在所 |
| 今宿二丁目 | 41〜74番   | 旭警察署 | 笹野台交番               |

## 参考資料
- “横浜市町区域要覧” (PDF).   横浜市市民局 (2016年6月). 2023年6月6日閲覧。 “横浜市町区域要覧”